# B1细胞
B1细胞（英語：B1 cells）是体液免疫中B淋巴细胞的一个亚群。B1细胞并不参与获得性免疫，并不带有记忆性，但与其它B细胞一样产生抗体攻击抗原，并执行抗原呈递细胞的功能。B1细胞常见于外周组织，但在血液中较少，涉及感染或疫苗接种中的抗体应答。